# غنور
غنور (به لاتین: Ghonvar) یک منطقهٔ مسکونی در افغانستان است که در ولسوالی مایمی واقع شده‌است.